# 1992. évi nyári olimpiai játékok
Az 1992. évi nyári olimpiai játékokat, hivatalos nevén a XXV. nyári olimpiai játékokat 1992. július 25. és augusztus 9. között rendezték meg a spanyolországi Barcelonában.
A rendezésre pályázó Amszterdam, Belgrád, Barcelona, Birmingham, Brisbane és Párizs közül 1986-ban döntött a Nemzetközi Olimpiai Bizottság a katalán főváros mellett. A versenyeken százhatvankilenc nemzet kilencezer-háromszázötvenhat sportolója vett részt.

## Részt vevő nemzetek
Vastagítással kiemelve azok a nemzetek, amelyek első alkalommal vettek részt nyári olimpián. A Szovjetunió szétesése után az első nyári olimpiáján vett részt a Független Államok Közössége, sportolói Egyesített Csapat néven az olimpiai lobogó alatt versenyeztek, a Szovjetunióból kivált balti tagköztársaságok pedig 1936 óta először ismét önállóan indultak (dőlt betűvel jelöltek). Jugoszlávia sportolói független résztvevőkként szerepeltek, de már önállóan Horvátország, Szlovénia és Bosznia-Hercegovina csapata.

- Albánia (ALB) (7 – 5 férfi, 2 nő)
- Algéria (ALG) (35 – 33 férfi, 2 nő)
- Amerikai Szamoa (ASA) (3 – 3 férfi)
- Amerikai Virgin-szigetek (ISV) (25 – 20 férfi, 5 nő)
- Andorra (AND) (8 – 7 férfi, 1 nő)
- Angola (ANG) (28 – 25 férfi, 3 nő)
- Antigua és Barbuda (ANT) (13 – 9 férfi, 4 nő)
- Argentína (ARG) (84 – 67 férfi, 17 nő)
- Aruba (ARU) (5 – 4 férfi, 1 nő)
- Ausztrália (AUS) (279 – 187 férfi, 92 nő)
- Ausztria (AUT) (102 – 71 férfi, 31 nő)
- Bahama-szigetek (BAH) (14 – 12 férfi, 2 nő)
- Bahrein (BRN) (10 – 10 férfi)
- Banglades (BAN) (6 – 5 férfi, 1 nő)
- Barbados (BAR) (17 – 16 férfi, 1 nő)
- Belgium (BEL) (68 – 43 férfi, 25 nő)
- Belize (BIZ) (10 – 9 férfi, 1 nő)
- Benin (BEN) (6 – 4 férfi, 2 nő)
- Bermuda (BER) (20 – 14 férfi, 6 nő)
- Bhután (BHU) (6 – 3 férfi, 3 nő)
- Bolívia (BOL) (14 – 8 férfi, 6 nő)
- Bosznia-Hercegovina (BIH) (10 – 6 férfi, 4 nő)
- Botswana (BOT) (6 – 6 férfi)
- Brazília (BRA) (182 – 132 férfi, 50 nő)
- Brit Virgin-szigetek (IVB) (4 – 4 férfi)
- Bulgária (BUL) (138 – 87 férfi, 51 nő)
- Burkina Faso (BUR) (4 – 4 férfi)
- Chile (CHI) (12 – 9 férfi, 3 nő)
- Ciprus (CYP) (17 – 13 férfi, 4 nő)
- Cook-szigetek (COK) (2 – 2 férfi)
- Costa Rica (CRC) (16 – 11 férfi, 5 nő)
- Csád (CHA) (6 – 5 férfi, 1 nő)
- Csehszlovákia (TCH) (208 – 146 férfi, 62 nő)
- Dánia (DEN) (110 – 77 férfi, 33 nő)
- Dél-afrikai Köztársaság (RSA) (93 – 68 férfi, 25 nő)
- Dél-Korea (KOR) (226 – 154 férfi, 72 nő)
- Dominikai Köztársaság (DOM) (32 – 30 férfi, 2 nő)
- Dzsibuti (DJI) (8 – 8 férfi)
- Ecuador (ECU) (13 – 6 férfi, 7 nő)
- Egyenlítői-Guinea (GEQ) (7 – 5 férfi, 2 nő)
- Egyesített Csapat (EUN) (475 – 310 férfi, 165 nő)
- Egyesült Államok (USA) (527 – 332 férfi, 195 nő)
- Egyesült Arab Emírségek (UAE) (13 – 13 férfi)
- Egyiptom (EGY) (75 – 72 férfi, 3 nő)
- Elefántcsontpart (CIV) (13 – 8 férfi, 5 nő)
- Észak-Korea (PRK) (64 – 36 férfi, 28 nő)
- Észtország (EST) (37 – 33 férfi, 4 nő)
- Etiópia (ETH) (20 – 14 férfi, 6 nő)
- Fidzsi-szigetek (FIJ) (18 – 14 férfi, 4 nő)
- Finnország (FIN) (88 – 60 férfi, 28 nő)
- Franciaország (FRA) (339 – 241 férfi, 98 nő)
- Független résztvevők (IOP) (58 – 39 férfi, 19 nő)
- Fülöp-szigetek (PHI) (26 – 24 férfi, 2 nő)
- Gabon (GAB) (5 – 4 férfi, 1 nő)
- Gambia (GAM) (5 – 5 férfi)
- Ghána (GHA) (34 – 32 férfi, 2 nő)
- Görögország (GRE) (70 – 56 férfi, 14 nő)
- Grenada (GRN) (4 – 3 férfi, 1 nő)
- Guam (GUM) (22 – 16 férfi, 6 nő)
- Guatemala (GUA) (14 – 12 férfi, 2 nő)
- Guinea (GUI) (8 – 6 férfi, 2 nő)
- Guyana (GUY) (6 – 5 férfi, 1 nő)
- Haiti (HAI) (7 – 7 férfi)
- Holland Antillák (AHO) (4 – 3 férfi, 1 nő)
- Hollandia (NED) (201 – 117 férfi, 84 nő)
- Honduras (HON) (10 – 7 férfi, 3 nő)
- Hongkong (HKG) (38 – 28 férfi, 10 nő)
- Horvátország (CRO) (39 – 36 férfi, 3 nő)
- India (IND) (52 – 46 férfi, 6 nő)
- Indonézia (INA) (42 – 27 férfi, 15 nő)
- Irak (IRQ) (8 – 8 férfi)
- Irán (IRI) (36 – 36 férfi)
- Írország (IRL) (58 – 49 férfi, 9 nő)
- Izland (ISL) (27 – 24 férfi, 3 nő)
- Izrael (ISR) (30 – 25 férfi, 5 nő)
- Jamaica (JAM) (36 – 22 férfi, 14 nő)
- Japán (JPN) (256 – 175 férfi, 81 nő)
- Jemen (YEM) (9 – 9 férfi)
- Jordánia (JOR) (4 – 3 férfi, 1 nő)
- Kajmán-szigetek (CAY) (10 – 10 férfi)
- Kamerun (CMR) (8 – 3 férfi, 5 nő)
- Kanada (CAN) (295 – 179 férfi, 116 nő)
- Katar (QAT) (28 – 28 férfi)
- Kenya (KEN) (49 – 40 férfi, 9 nő)
- Kína (CHN) (244 – 117 férfi, 127 nő)
- Kolumbia (COL) (49 – 46 férfi, 3 nő)
- Kongói Köztársaság (CGO) (7 – 6 férfi, 1 nő)
- Közép-afrikai Köztársaság (CAF) (16 – 14 férfi, 2 nő)
- Kuba (CUB) (176 – 126 férfi, 50 nő)
- Kuvait (KUW) (32 – 32 férfi)
- Laosz (LAO) (6 – 6 férfi)
- Lengyelország (POL) (201 – 149 férfi, 52 nő)
- Lesotho (LES) (6 – 5 férfi, 1 nő)
- Lettország (LAT) (34 – 25 férfi, 9 nő)
- Libanon (LIB) (12 – 12 férfi)
- Líbia (LBA) (5 – 5 férfi)
- Liechtenstein (LIE) (7 – 4 férfi, 3 nő)
- Litvánia (LTU) (47 – 36 férfi, 11 nő)
- Luxemburg (LUX) (6 – 5 férfi, 1 nő)
- Madagaszkár (MAD) (13 – 8 férfi, 5 nő)
- Magyarország (HUN) (217 – 159 férfi, 58 nő)
- Malajzia (MAS) (26 – 26 férfi)
- Malawi (MAW) (4 – 3 férfi, 1 nő)
- Maldív-szigetek (MDV) (7 – 6 férfi, 1 nő)
- Mali (MLI) (5 – 3 férfi, 2 nő)
- Málta (MLT) (6 – 3 férfi, 3 nő)
- Marokkó (MAR) (44 – 43 férfi, 1 nő)
- Mauritánia (MTN) (6 – 6 férfi)
- Mauritius (MRI) (13 – 6 férfi, 7 nő)
- Mexikó (MEX) (102 – 76 férfi, 26 nő)
- Mianmar (MYA) (4 – 1 férfi, 3 nő)
- Monaco (MON) (2 – 1 férfi, 1 nő)
- Mongólia (MGL) (33 – 27 férfi, 6 nő)
- Mozambik (MOZ) (6 – 3 férfi, 3 nő)
- Nagy-Britannia (GBR) (371 – 229 férfi, 142 nő)
- Namíbia (NAM) (6 – 5 férfi, 1 nő)
- Németország (GER) (463 – 300 férfi, 163 nő)
- Nepál (NEP) (2 – 1 férfi, 1 nő)
- Nicaragua (NCA) (8 – 7 férfi, 1 nő)
- Niger (NIG) (3 – 3 férfi)
- Nigéria (NGR) (55 – 32 férfi, 23 nő)
- Norvégia (NOR) (83 – 51 férfi, 32 nő)
- Nyugat-Szamoa (WSM) (5 – 5 férfi)
- Olaszország (ITA) (304 – 228 férfi, 76 nő)
- Omán (OMA) (5 – 5 férfi)
- Pakisztán (PAK) (27 – 27 férfi)
- Panama (PAN) (5 – 5 férfi)
- Pápua Új-Guinea (PNG) (13 – 12 férfi, 1 nő)
- Paraguay (PAR) (27 – 24 férfi, 3 nő)
- Peru (PER) (16 – 12 férfi, 4 nő)
- Portugália (POR) (90 – 68 férfi, 22 nő)
- Puerto Rico (PUR) (71 – 65 férfi, 6 nő)
- Románia (ROU) (172 – 104 férfi, 68 nő)
- Ruanda (RWA) (10 – 7 férfi, 3 nő)
- Saint Vincent és a Grenadine-szigetek (VIN) (6 – 4 férfi, 2 nő)
- Salamon-szigetek (SOL) (1 – 1 férfi)
- Salvador (ESA) (4 – 3 férfi, 1 nő)
- San Marino (SMR) (17 – 16 férfi, 1 nő)
- Seychelle-szigetek (SEY) (11 – 10 férfi, 1 nő)
- Sierra Leone (SLE) (11 – 9 férfi, 2 nő)
- Spanyolország (ESP) (422 – 297 férfi, 125 nő) (Rendező)
- Srí Lanka (SRI) (11 – 5 férfi, 6 nő)
- Suriname (SUR) (6 – 5 férfi, 1 nő)
- Svájc (SUI) (102 – 73 férfi, 29 nő)
- Svédország (SWE) (187 – 144 férfi, 43 nő)
- Szaúd-Arábia (KSA) (9 – 9 férfi)
- Szenegál (SEN) (20 – 18 férfi, 2 nő)
- Szingapúr (SIN) (14 – 11 férfi, 3 nő)
- Szíria (SYR) (9 – 8 férfi, 1 nő)
- Szlovénia (SLO) (35 – 29 férfi, 6 nő)
- Szudán (SUD) (6 – 6 férfi)
- Szváziföld (SWZ) (6 – 6 férfi)
- Tajvan (TPE) (31 – 23 férfi, 8 nő)
- Tanzánia (TAN) (9 – 9 férfi)
- Thaiföld (THA) (46 – 23 férfi, 23 nő)
- Togo (TOG) (6 – 6 férfi)
- Tonga (TGA) (5 – 5 férfi)
- Törökország (TUR) (41 – 36 férfi, 5 nő)
- Trinidad és Tobago (TRI) (7 – 7 férfi)
- Tunézia (TUN) (13 – 11 férfi, 2 nő)
- Uganda (UGA) (8 – 6 férfi, 2 nő)
- Új-Zéland (NZL) (134 – 92 férfi, 42 nő)
- Uruguay (URU) (16 – 16 férfi)
- Vanuatu (VAN) (6 – 4 férfi, 2 nő)
- Venezuela (VEN) (26 – 22 férfi, 4 nő)
- Vietnám (VIE) (7 – 2 férfi, 5 nő)
- Zaire (ZAI) (17 – 15 férfi, 2 nő)
- Zambia (ZAM) (9 – 8 férfi, 1 nő)
- Zimbabwe (ZIM) (19 – 10 férfi, 9 nő)

## Olimpiai versenyszámok
| Versenyszámok az 1992. évi nyári olimpiai játékokon |        |        |        |        |        |          |
| Sportág, szakág                                     | Egyéni | Egyéni | Csapat | Csapat | Csapat |          |
| Sportág, szakág                                     | férfi  | női    | férfi  | női    | vegyes | összesen |
| Asztalitenisz                                       | 1      | 1      | 1      | 1      | 0      | 4        |
| Atlétika                                            | 22     | 17     | 2      | 2      | 0      | 43       |
| Baseball                                            | 0      | 0      | 1      | 0      | 0      | 1        |
| Birkózás                                            | 20     | 0      | 0      | 0      | 0      | 20       |
| Cselgáncs                                           | 7      | 7      | 0      | 0      | 0      | 14       |
| Evezés                                              | 1      | 1      | 7      | 5      | 0      | 14       |
| Gyeplabda                                           | 0      | 0      | 1      | 1      | 0      | 2        |
| Íjászat                                             | 1      | 1      | 1      | 1      | 0      | 4        |
| Kajak-kenu                                          | 4      | 1      | 5      | 2      | 0      | 12       |
| Kajak-kenu szlalom                                  | 2      | 1      | 1      | 0      | 0      | 4        |
| Kerékpározás                                        | 5      | 3      | 2      | 0      | 0      | 10       |
| Kézilabda                                           | 0      | 0      | 1      | 1      | 0      | 2        |
| Kosárlabda                                          | 0      | 0      | 1      | 1      | 0      | 2        |
| Labdarúgás                                          | 0      | 0      | 1      | 0      | 0      | 1        |
| Lovaglás                                            | 3      | 0      | 3      | 0      | 0      | 6        |
| Műugrás                                             | 2      | 2      | 0      | 0      | 0      | 4        |
| Műúszás                                             | 0      | 1      | 0      | 1      | 0      | 2        |
| Ökölvívás                                           | 12     | 0      | 0      | 0      | 0      | 12       |
| Öttusa                                              | 1      | 0      | 1      | 0      | 0      | 2        |
| Ritmikus sportgimnasztika                           | 0      | 1      | 0      | 0      | 0      | 1        |
| Röplabda                                            | 0      | 0      | 1      | 1      | 0      | 2        |
| Sportlövészet                                       | 9      | 4      | 0      | 0      | 0      | 13       |
| Súlyemelés                                          | 10     | 0      | 0      | 0      | 0      | 10       |
| Tenisz                                              | 1      | 1      | 1      | 1      | 0      | 4        |
| Tollaslabda                                         | 1      | 1      | 1      | 1      | 0      | 4        |
| Torna                                               | 7      | 5      | 1      | 1      | 0      | 14       |
| Úszás                                               | 13     | 13     | 3      | 2      | 0      | 31       |
| Vitorlázás                                          | 2      | 2      | 5      | 1      | 0      | 10       |
| Vívás                                               | 3      | 1      | 3      | 1      | 0      | 8        |
| Vízilabda                                           | 0      | 0      | 1      | 0      | 0      | 1        |
|                                                     |        |        |        |        |        |          |
| Összesen                                            | 127    | 63     | 44     | 23     | 0      | 257      |

## Éremtáblázat
| Az 1992. évi nyári olimpiai játékok éremtáblázatának első tíz helyezettje | Az 1992. évi nyári olimpiai játékok éremtáblázatának első tíz helyezettje | Az 1992. évi nyári olimpiai játékok éremtáblázatának első tíz helyezettje | Az 1992. évi nyári olimpiai játékok éremtáblázatának első tíz helyezettje | Az 1992. évi nyári olimpiai játékok éremtáblázatának első tíz helyezettje | Olimpia  |
| ------------------------------------------------------------------------- | ------------------------------------------------------------------------- | ------------------------------------------------------------------------- | ------------------------------------------------------------------------- | ------------------------------------------------------------------------- | -------- |
|                                                                           | Ország                                                                    | Arany                                                                     | Ezüst                                                                     | Bronz                                                                     | Összesen |
| 1.                                                                        | Egyesített Csapat (EUN)                                                   | 45                                                                        | 38                                                                        | 29                                                                        | 112      |
| 2.                                                                        | Egyesült Államok (USA)                                                    | 37                                                                        | 34                                                                        | 37                                                                        | 108      |
| 3.                                                                        | Németország (GER)                                                         | 33                                                                        | 21                                                                        | 28                                                                        | 82       |
| 4.                                                                        | Kína (CHN)                                                                | 16                                                                        | 22                                                                        | 16                                                                        | 54       |
| 5.                                                                        | Kuba (CUB)                                                                | 14                                                                        | 6                                                                         | 11                                                                        | 31       |
| 6.                                                                        | Spanyolország (ESP)                                                       | 13                                                                        | 7                                                                         | 2                                                                         | 22       |
| 7.                                                                        | Dél-Korea (KOR)                                                           | 12                                                                        | 5                                                                         | 12                                                                        | 29       |
| 8.                                                                        | Magyarország (HUN)                                                        | 11                                                                        | 12                                                                        | 7                                                                         | 30       |
| 9.                                                                        | Franciaország (FRA)                                                       | 8                                                                         | 5                                                                         | 16                                                                        | 29       |
| 10.                                                                       | Ausztrália (AUS)                                                          | 7                                                                         | 9                                                                         | 11                                                                        | 27       |
|                                                                           |                                                                           |                                                                           |                                                                           |                                                                           |          |
| Összesen                                                                  | Összesen                                                                  | 260                                                                       | 257                                                                       | 298                                                                       | 815      |